# Carry That Weight
Carry That Weight (englisch für „Trage diese Bürde“) ist ein Lied der britischen Rockband The Beatles, das auf dem Studioalbum Abbey Road 1969 veröffentlicht wurde. Es beendet das Stück Golden Slumbers und geht am Ende über in The End. Es ist Teil des aus insgesamt acht Stücken bestehenden Medleys, das das Album abschließt. Eine Besonderheit liegt außerdem darin, dass in diesem Lied alle vier Beatles singen. Das Lied wurde von Paul McCartney komponiert und unter dem Copyright Lennon/McCartney veröffentlicht.
Im Mittelteil des Stückes wird die Melodie von You Never Give Me Your Money aufgegriffen, jedoch ein anderer Text gesungen.

## Interpretation
Der Musikkritiker Ian MacDonald interpretierte den Liedtext als Erkenntnis der Gruppe, dass eine Tätigkeit als Einzelkünstler niemals gleich dem Erfolg der Beatles sein würde und dass sie immer die Last der Beatles-Vergangenheit zu tragen hätten. Paul McCartney selbst sagte einmal, dass das Lied von den Schwierigkeiten im Musikgeschäft und der damaligen Atmosphäre bei Apple handele. Laut McCartney könnte die Vorstellung, eine Bürde zu tragen, von dem im Juli 1968 auf dem Album Music from Big Pink erstmals erschienenen Lied The Weight der Band The Band inspiriert worden sein, das er im Ausklang des Promofilms für Hey Jude zitiert hatte. Die Zeile “I never give you my pillow […]” ist inspiriert von einem Foto das Linda McCartney von dem einen Hammer in der Hand haltenden Allen Klein 1969 im Apple-Büro gemacht hatte.

## Produktion
Die Beatles begannen am 2. Juli 1969 mit der Aufnahme der Stücke Golden Slumbers und Carry That Weight. Paul McCartney, George Harrison und Ringo Starr nahmen 15 Takes von den beiden Liedern auf. John Lennon war an den Aufnahmen zunächst nicht beteiligt, da er sich wegen eines Autounfalls in Schottland im Krankenhaus befand.
Auf den Rhythmusspuren wurde von McCartney das Klavier, von Harrison die Bassgitarre und von Starr das Schlagzeug eingespielt. Am 3. Juli wurden die Takes 13 und 15 zusammengemischt und die Beatles sangen an diesem und am darauffolgenden Tag den Refrain ein. Außerdem fügte Harrison noch die Leadgitarre ein und McCartney nahm noch eine Overdub-Aufnahme seiner Leadstimme und der Rhythmusgitarre auf.
Am 30. und 31. Juli wurde der restliche Gesang – inklusive der Stimme des inzwischen wieder zurückgekehrten Lennon – aufgenommen. Außerdem wurden noch Overdubs der Pauken und des Schlagzeugs erstellt.

## Besetzung
- Paul McCartney – Gesang, Klavier, Rhythmusgitarre
- John Lennon – Gesang
- George Harrison – Gesang, Lead- und Bassgitarre
- Ringo Starr – Gesang, Schlagzeug
- George Martin – Produktion und Arrangement

Außerdem wurden zwölf Violinen, vier Violen, vier Celli, vier Hörner, ein Kontrabass, drei Trompeten, eine Posaune und eine Bassposaune eingespielt.

## Veröffentlichungen
- Am 26. September 1969 erschien in Deutschland das 15. Beatles-Album Abbey Road, auf dem Carry That Weight enthalten ist. In Großbritannien wurde das Album ebenfalls am 26. September veröffentlicht, dort war es das zwölfte Beatles-Album. In den USA erschien das Album fünf Tage später, am 1. Oktober, dort war es das 18. Album der Beatles.
- Am 27. September 2019 erschien die 50-jährige Jubiläumsausgabe des Albums Abbey Road (Super Deluxe Box). Auf dieser befinden sich bisher unveröffentlichte Versionen: Golden Slumbers / Carry That Weight (Takes 1-3 / Medley), Golden Slumbers / Carry That Weight (Take 17 / Instrumental / Strings & Brass Only) und The Long One (Trial Edit & Mix: You Never Give Me Your Money, Sun King / Mean Mr Mustard, Her Majesty, Polythene Pam / She Came In Through The Bathroom Window, Golden Slumbers / Carry That Weight, The End).

## Coverversionen
- 1969 coverte die Pop-Band Orange Bicycle das Lied als A-Seite einer Single
- 1976 coverten die Bee Gees das Lied für ihre Dokumentation All This and World War II. 1978 verwendeten sie das Lied erneut für die Filmversion von Sgt. Pepper’s Lonely Hearts Club Band.
- Les Fradkin veröffentlichte 2005 eine instrumentale Version auf seinem Album While My Guitar Only Plays.
- 2009 erschien das Album Sgt. Pepper Live der Gruppe Cheap Trick, das dieses Stück ebenfalls enthält.
- 2016 wurde das Lied für den Computeranimationsfilm Sing als Instrumental, sowie als Medley mit Golden Slumbers von Jennifer Hudson gesungen, verwendet.